# Раковац (Братунац)
Раковац је насељено мјесто у општини Братунац, Република Српска, БиХ. Према попису становништва из 1991. у насељу је живјело 537 становника.

## Географија
Обухвата подручје од 176 хектара.

## Становништво
| Демографија | Демографија | Демографија |
| Година      | Становника  | Становника  |
| ----------- | ----------- | ----------- |
| 1961.       | 149         |             |
| 1971.       | 258         |             |
| 1981.       | 309         |             |
| 1991.       | 538         |             |